# یوکیسزکوو
یوکیسزکوو (به لاتین: Ucieszków) یک روستا در لهستان است که در Gmina Pawłowiczki واقع شده‌است.